# Ovaliptila kruperi
Ovaliptila kruperi är en insektsart som först beskrevs av Pantel 1890.  Ovaliptila kruperi ingår i släktet Ovaliptila och familjen syrsor. Inga underarter finns listade i Catalogue of Life.